# Abschnittsbefestigung Usterling
Die Abschnittsbefestigung Usterling befindet sich in dem gleichnamigen Kirchdorf Usterling, heute einem Gemeindeteil der niederbayerischen Stadt Landau an der Isar im Landkreis Dingolfing-Landau. Die Abschnittsbefestigung liegt ca. 300 m südwestlich der Filial- und Wallfahrtskirche St. Johannes von Usterling auf der Südseite der Isar. Es sind hier drei Bodendenkmäler verortet, die im Bayernatlas unter den Aktennummern D-2-7341-0115 („verebnete Gräben und Siedlung vor- und frühgeschichtlicher oder mittelalterlich-frühneuzeitlicher Zeitstellung“), D-2-7341-0210 („Siedlung und verebnetes ovales Grabenwerk vor- und frühgeschichtlicher Zeitstellung“) und D-2-7341-0114 („verebnete Wall-Grabenanlage vor- und frühgeschichtlicher oder mittelalterlicher Zeitstellung. Siedlung vor- und frühgeschichtlicher Zeitstellung, u.a. des Neolithikums“) verzeichnet sind. Eine archäologische Befundung hat bislang (2021) nicht stattgefunden.

## Beschreibung
Die Anlage erhebt sich 35 m über dem Isargrundtal. Auf der steilrandigen Südseite der Isar befindet sich eine 250 m lange und bis 80 m breite gegliederte Anlage, die durch Wall und Gräben abgetrennt ist. Ein die Anlage in einen östlichen und einen westlichen Teil trennender Graben besitzt eine Tiefe von 6 m und eine Breite von 15 bis 20 m. Im Osten sind eine bogenförmige Abtrennung und im südwestlichen Bereich eine breite Einebnung zu bemerken. Der südwestliche, in einen Steilhang auslaufende äußere Graben ist nach kurzen Verlauf bis zu einem tiefen Quergraben nach Südsüdosten zugeschüttet. Von dort aus besteht eine Abgrenzung zu dem nach Süden ansteigenden Innenraum aus einem Wall aus sandigen und lehmigen Kies. Dieser steigt am inneren Wallfuß um 1,6 m an und fällt nach außen von der Wallkrone bis zur Grabensohle um 1,4  m ab. Eine Grabenböschung steigt nach Süden zum ansteigenden Vorgelände geringfügig an.